# Porfiria Sanchiz
Porfiria Sanchiz (Sanlúcar de Barrameda, Provincia de Cádiz, 15 de junio de 1917 - Madrid, 9 de enero de 1983) fue una actriz española, con una destacada carrera en el cine y en el teatro.

## Trayectoria
Su trayectoria profesional se inicia en la compañía teatral de Margarita Xirgu. Debuta con la obra Fortunata y Jacinta, de Benito Pérez Galdós. En años sucesivos consigue trabajar en las compañías de teatro de actores tan prestigiosos como Irene López Heredia, María Palou, Carmen Carbonell y Antonio Vico y la de Josefina Díaz y Manuel Collado. Al finalizar la Guerra civil española se incorporó a la compañía del Teatro Español, sobre cuyo escenario tuvo ocasión de representar clásicos como Las bizarrías de Belisa (1941), Fuenteovejuna (1944), La malcasada (1947), (todas ellas de Lope de Vega), El sueño de una noche de verano (1944) y El mercader de Venecia (1947), ambas de William Shakespeare.
Su debut en la gran pantalla se produce en 1935 con la película Don Quintín, el amargao, de Luis Marquina. En los siguientes 40 años llega a participar en una cuarentena de títulos, entre los que se incluyen Morena Clara (1936) de Florián Rey o El bosque del lobo (1970), de Pedro Olea.